# Castell de Sant Domí
El castell de Sant Domí és un edifici del poble de Sant Domí, al municipi de Sant Guim de Freixenet (Segarra) inclòs a l'Inventari del Patrimoni Arquitectònic de Catalunya.

## Descripció
Habitatge situat dins del nucli urbà i integrat al grup d'habitatges del poble. L'edifici presenta al costat de la seva façana d'accés la base de la primitiva torre del castell. Es tracta d'una torre semicircular adossada al parament de la casa i que presenta a la seva part inferior un aparell fet amb carreus de mida petita i de forma tant quadrada com rectangular amb coberta a mitja esfera de teula àrab, La casa presenta un aspecte molt remodelat i presenta a la façana d'accés una estructura de planta baixa i primer pis, precedida per un pati voltat de jardí amb una porta d'accés a l'exterior. Aquest conjunt clou amb una tanca que volta el perímetre de la façana d'accés o principal.

## Història
El poble de Sant Domí fou reconquerit i repoblat a mitjan segle xi a partir d'una antiga parròquia dedicada al mateix sant en el mateix moment en què es repoblà tot el sector territorial que envolta Cervera. La parròquia ja és esmentada en les llistes de parròquies del bisbat de Vic dels segles xi i xii. El terme és esmentat en dos documents datats els anys 1064 i 1085 com afrontació territorial del castell d'Amorós.
D'aquest indret sorgí un llinatge amb el nom de Santdomí, alguns membres del qual es documenten a partir del segle xii. També hi ha notícia que l'any 1215, Dalmau de Santdomí era castlà del veí castell d'Amorós i que el llinatge en mantingué la castlania fins al 1245. En els fogatjaments dels anys 1365-70 i 1381 consta que el castell i el lloc de Sant Domí era de l'abadessa de Valldaura.